# AVG 22–25
Unter den Betriebsnummern 22 bis 25 ordnete die Albtal-Verkehrs-Gesellschaft (AVG) ihre vier 1975 bei Waggon Union (WU) beschafften Gelenktriebwagen in ihren Bestand ein. Die Fabriknummern lauten 18696 bis 18699, die elektrische Ausrüstung lieferte die BBC zu.
24 ähnliche Fahrzeuge in Meterspurausführung, darunter auch acht zweiteilige Sechsachser, lieferte die WU zwischen 1976 und 1991 in drei Serien an die Straßenbahn Darmstadt. Diese wurden dort als ST10, ST11 und ST12 bezeichnet, unterscheiden sich aber in einigen Details von den AVG-Wagen. Unter anderem besitzen sie eine elektrische Ausrüstung von der AEG.

## Geschichte

### Überlandbetrieb
Die Erweiterung des AVG-Fahrzeugparks wurde nötig, als 1975 zum einen der wiedereröffnete Streckenabschnitt Langensteinbach–Ittersbach und zum anderen die Neubaustrecke in die Nordweststadt in Betrieb gingen, die beide von der damaligen Linie A bedient wurden. Die Beschaffung und Nummerierung der hier behandelten Kleinserie erfolgte im Anschluss an die zwischen 1958 und 1969 beschafften Wagen 1 bis 21.
Im Gegensatz zu ihren Vorgängern haben die Wagen 22 bis 25 ein moderneres, kantigeres Aussehen, sowie neu konstruierte Drehgestelle. Sie waren jedoch aufgrund ihres klassischen elektropneumatischen Schützenschaltwerks mit Hebelbedienung, einer Entwicklung der 1950er Jahre, mit den älteren Fahrzeugen technisch kompatibel. Bei der AVG erhielten sie deshalb auch die gleiche Typenbezeichnung wie diese, nämlich GT8-EP. Dieses Kürzel stand für achtachsiger Gelenktriebwagen mit elektropneumatischer Steuerung. Darüber hinaus waren sie, sowohl untereinander als auch mit den Wagen 1 bis 21, mehrfachtraktionsfähig. Am Heck befand sich ein vollwertiger Fahrschalter mit Kurbelbedienung für Rückwärtsfahrten.
Charakteristisch war ferner die mit den Triebwagen 22–25 neu eingeführte zitronengelb-hellgrüne Pop-Lackierung. Diese brachte ihnen vorübergehend den Spitznamen Salatschüssel ein. Eine weitere umgangssprachliche Bezeichnung lautete Badewanne. Ursächlich hierfür war die Ellenbogenauflage für die Fahrgäste. Diese war, ähnlich der Seifenablage bei vielen älteren Badewannen, etwas unterhalb der Fenster in die Seitenwand integriert. Ebenfalls neu bei der AVG waren damals die Bestuhlung in Abteilform sowie die gepolsterten Sitzbänke mit dem grün-gelb-karierten Bezug.
Die vier Triebwagen wurden 1982 in 122 bis 125 umgezeichnet und blieben bis 1987 auf ihren drei Stammstrecken im Einsatz. Dies waren die Albtalbahn, die Ittersbacher Zweigstrecke und ab 1979 auch die Hardtbahn. Anschließend wurden sie dort von den Stadtbahnwagen der Baureihen GT6-80C und GT8-80C abgelöst.

### Stadtbetrieb

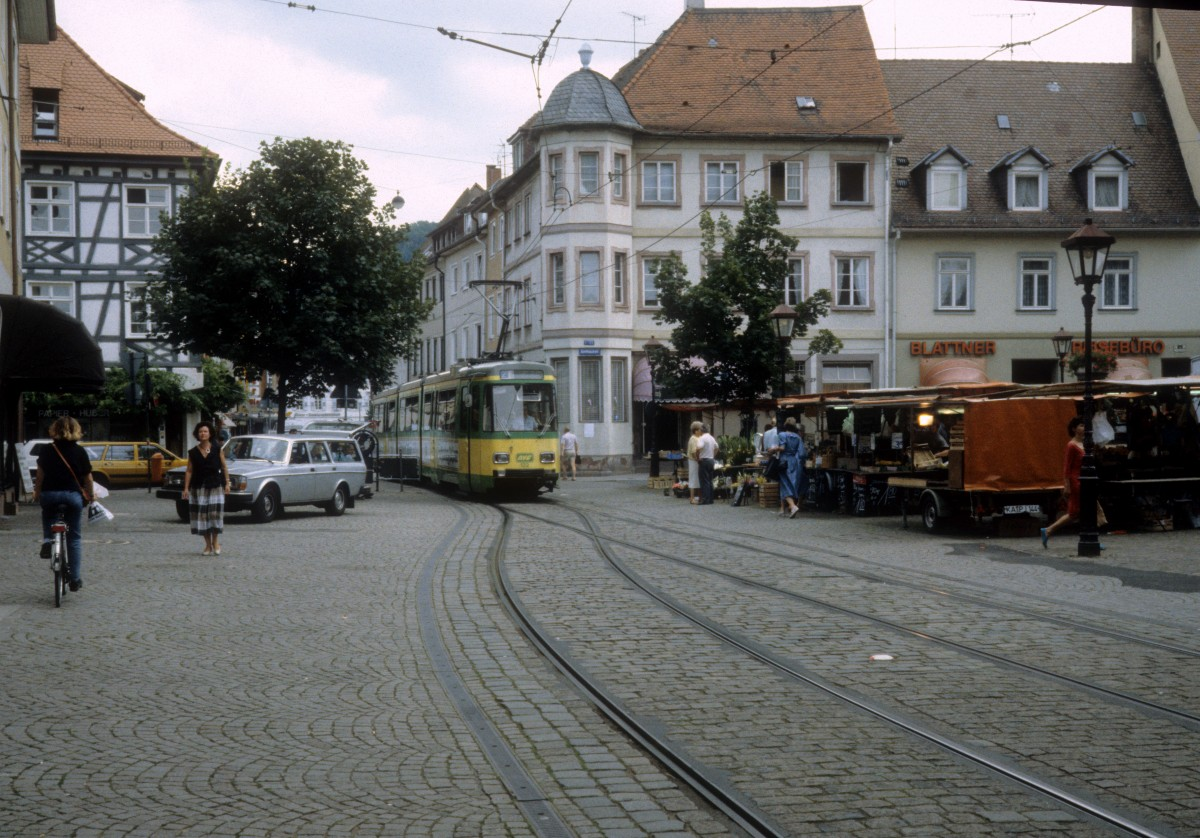
Wagen 122 in der Ursprungslackierung, 1988 auf Linie 2 in Durlach

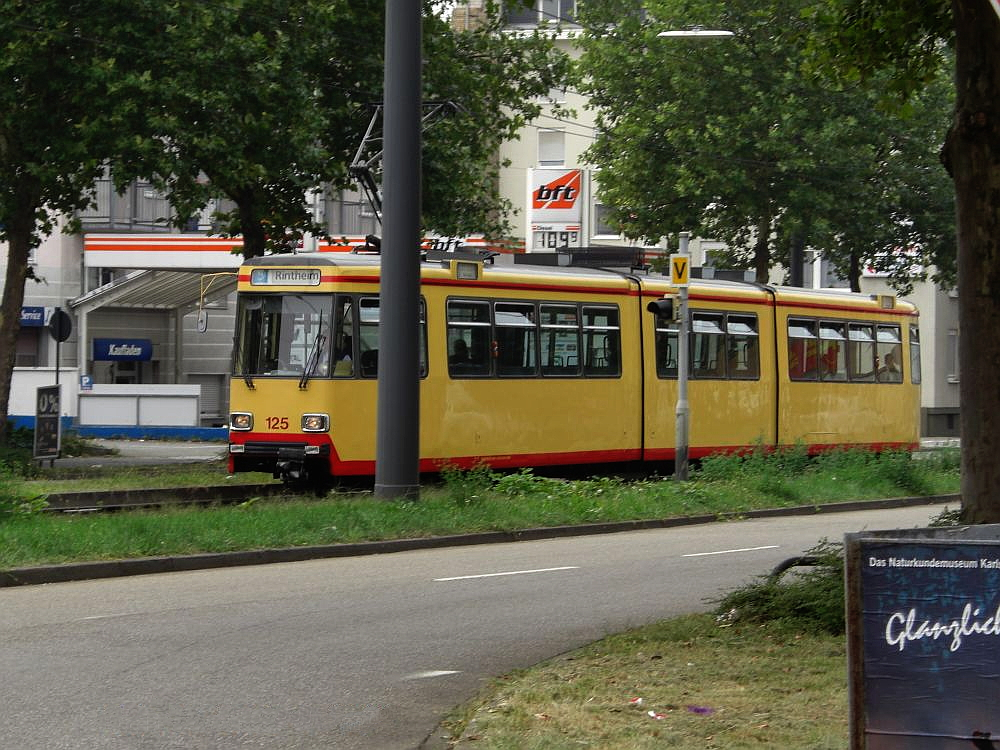
Aufnahme der türlosen Seite

Ab 1987 verkehrten sie, mit der neuen rot-gelben Lackierung versehen, im Rahmen eines gemeinsamen Fahrzeugpools der AVG und der Verkehrsbetriebe Karlsruhe (VBK) im Karlsruher Straßenbahnnetz. Buchmäßig gehörten sie jedoch bis zuletzt der AVG und waren auch weiterhin auf der Albtalbahn und der Hardtbahn zugelassen. Bis zum Schluss erinnerten die Polstersitze, die 2+2-Bestuhlung mit geringem Stehplatzanteil, die fehlende Einstiegstür im Mittelteil und die linksseitige Gepäckablage im Innenraum an den früheren Einsatzzweck.
Unter VBK-Regie kamen sie dabei im Laufe der Jahre unter anderem auf den Linien S2, 1, 5 und 8 sowie den drei Sonderstraßenbahnlinien 16, 17 und 18 zur Europäischen Schule zum Einsatz. Ihre 1990 (Wagen 122 und 123) beziehungsweise 1991 (Wagen 124 und 125) nachgerüsteten ausfahrbaren Klapptrittstufen für die Bedienung von Hochbahnsteigen erlaubten ihnen darüber hinaus einen weitgehend freizügigen Einsatz im gesamten VBK-Netz.
Die beiden Wagen 122 und 123 wurden 2005 mangels Bedarfs abgestellt und dienten fortan als Ersatzteilspender für ihre beiden Schwesterfahrzeuge, ehe sie im Sommer 2012 verschrottet wurden. Die beiden verbliebenen Fahrzeuge wurden modernisiert und erhielten 2001 beziehungsweise 2003 eine moderne Chopper-Steuerung von Kiepe Electric und einen Transistor-Steller zum ruckfreien Beschleunigen und Bremsen sowie zur Rückspeisung der Bremsenergie. Daneben erhielten die Einholmstromabnehmer einen elektrischen Antrieb, die Türmechanik wurde aufgearbeitet und die Sitzbänke erhielten neue Bezüge im damals aktuellen Treppenmuster. Ferner wurden ein Rechnergestütztes Betriebsleitsystem (RBL) mitsamt dynamischer Fahrgastinformation im Innenraum nachgerüstet und ein Fahrkartenautomat installiert. Die Wagen 124 und 125 trugen fortan die abgeänderte Typenbezeichnung GT8-70C, wobei die 70 für die Höchstgeschwindigkeit und das C für die nachgerüstete Chopper-Steuerung stand.
Die beiden verbliebenen Wagen 124 und 125 verkehrten bis 2014, zusammen mit den klassischen Straßenbahnwagen der Serie 142–215, überwiegend auf der Linie 5. Nach deren Umstellung auf Niederflurwagen wurde Wagen 125 abgestellt und im März 2018 verschrottet, während Wagen 124 noch bis 2015 auf der temporären Linie 5E verkehrte. Zuletzt kam er sporadisch auf den Schulstraßenbahnlinien zum Einsatz, seit 2017 ist er Museumswagen.